# 美国田园下的罪恶
《美国田园下的罪恶》（英語：An American Crime）是一部2007年汤米·奥·哈沃执导美国犯罪恐怖電影，由艾倫·佩姬和凯瑟琳·基纳主演。影片根据印第安纳波利斯单身母亲格特鲁德·巴尼谢夫斯基虐杀西尔维娅·莱肯斯的真实案件改编而来，于2007年圣丹斯电影节首映。
该片由于原发行商第一印象工作室内部问题而未能在院线上映。2008年5月10日，该片在Showtime電視網正式公映。
电影获得一项金球奖、一项黄金时段艾美奖和一项美国编剧工会奖提名。

## 剧情
故事发生在1965年，围绕时年16岁的西尔维娅·莱肯斯和她15岁的残疾妹妹珍妮展开。父母莱斯特和贝蒂决定出去旅游，把两人交给单身母亲格特鲁德·巴尼谢夫斯基照顾。莱斯特和贝蒂承诺每周支付她20美元，格特鲁德也就答应了下来。
开始的几个星期，莱肯斯姐妹俩在歌特鲁德家过得还不错，但直到某一个星期，20美元没能按时寄来。格特鲁德便在地下室用皮带抽打姐妹俩。不久，20美元连同父母的信终于到了，但格特鲁德把信扔了。格特鲁德的女儿葆拉后因西尔维娅在撞见她和男友的争执时，情急之下说出她秘密怀孕的事而心烦意乱，因此对母亲谎称西尔维娅散布关于自己的谣言。格特鲁德遂强迫西尔维娅向她道歉，还让儿子约翰尼按住西尔维娅，让葆拉扇她耳光。
某天，珍妮在垃圾桶里发现了父母的信，西尔维娅便偷偷给他们打电话，但被格特鲁德的孩子们发现了。格特鲁德认为姐妹俩偷她的钱打电话，但其实钱是她们用空瓶子换的。西尔维娅被用香烟烫手。格特鲁德更无端指责西尔维娅勾引男人，虐待手段更是变本加厉。格特鲁德让西尔维娅在她孩子们面前把玻璃可乐瓶塞进阴道，再让约翰尼和斯蒂芬妮的男友哈伯德把她拖进地下室。
珍妮吓坏了，格特鲁德跟她说，要让西尔维娅吸取到教训再放她出来。格特鲁德跟孩子拟定了一套对外的说辞，谎称西尔维娅进了少年感化院。在格特鲁德的怂恿下，约翰尼经常带附近的孩子到地下室虐待西尔维娅取乐。葆拉心生愧疚，跟母亲说西尔维娅已经惩罚够了。格特鲁德没理她。牧师登门造访，原来葆拉已经忏悔了她怀孕的事实并暗示了西尔维娅正遭受恶毒对待。格特鲁德跟牧师谎称西尔维娅在少年感化院，并因此再次迁怒于西尔维娅。牧师走后，格特鲁德让大家到地下室去。
格特鲁德把西尔维娅按倒在地，用烧红的针头在她的肚子上烙上“我是婊子我骄傲”七个字。当晚，西尔维娅去世，格特鲁德还认为西尔维娅是在装死。
不久警方赶来，珍妮跟警察说把她带出去，她什么都说。审判时格特鲁德矢口否认，认为是孩子和孩子的朋友把西尔维娅弄死的。格特鲁德最终犯有一级谋杀罪，处以终身监禁。
格特鲁德1985年得以假释，不到5年便去世。

## 演员
- 艾倫·佩姬 饰 西尔维娅·莱肯斯
- 凯瑟琳·基纳 饰 格特鲁德·巴尼谢夫斯基
- 海莉·麦可法兰德 饰 珍妮·费伊·莱肯斯（西尔维娅之妹）
- 艾莉·葛瑞那 饰 葆拉·巴尼谢夫斯基
- 尼克·西塞 饰 莱斯特·莱肯斯（西尔维娅之父）
- 罗密·罗斯蒙特（英语：Romy Rosemont） 饰 贝蒂·莱肯斯（西尔维娅之母）
- 伊万·彼得斯 饰 理查德·霍布斯
- 詹姆斯·法蘭科 饰 安迪·戈登
- 布莱恩·格拉格提 饰 布拉德利
- 邁克·威爾奇 饰 特迪·刘易斯
- 傑瑞米·桑普特 饰 科伊·哈伯德
- 丝柯·泰勒-考普顿（英语：Scout Taylor-Compton） 饰 斯蒂芬妮·巴尼谢夫斯基
- 特里斯坦·賈里德 饰 小约翰·巴尼谢夫斯基
- 汉纳·利·德沃金 饰 雪莉·巴尼谢夫斯基
- 卡莉·魏斯特曼 饰 玛丽·巴尼谢夫斯基
- 布萊德利·惠特福德 饰 勒罗伊·K·纽检察官
- 迈克尔·奥吉弗（英语：Michael O'Keefe） 饰 比尔·科利尔牧师